# VIII Августов легион
Легион VIII «Августа» (лат. Legio VIII Bis Augusta Pia VII Fidelis VII Constans) — римский легион, сформированный Юлием Цезарем в 59 году до н. э. Просуществовал до начала V века. Символы легиона — бык.

## Основание
Сформирован Юлием Цезарем в 59 году до н. э. для вторжения в Галлию. Один из старейших легионов империи. Примечательно, что комплектовался легион в южной Галлии, причем стал одним из первых легионов, в котором служили не граждане, а жители провинции — галлы. При создании получил наименование Gallica («Галльский»).

## Боевой путь
Первым сражением, в котором участвовал легион, была битва на Сабисе (совр. река Самбре, Фландрия, Франция — Бельгия), в которой войска Цезаря выступили против троекратно превышающих их сил нервиев в начале 57 году до н. э. Битва закончилась блестящей победой римлян.
В 52 году до н. э. сражается против Верцингеторикса и участвует в осаде Герговии (совр. Клермон-Ферран, Франция).
Во время гражданской войны сражается на стороне Цезаря в битве при Диррахии (совр. Дуррес, Албания) и при Фарсале (совр. Фарсала, Греция).
В 46 году до н. э. участвует в Африканской кампании Цезаря и сражается при Тапсе
. Был основной боевой единицей, принесший Клеопатре Египет.
Легион принимает участие в битве при Модене в 43 году до н. э. и битве при Филиппах в 42 году до н. э. на стороне второго триумвирата.
В 41 году до н. э. принимает участие в осаде Перуджи.
Позже Октавиан отправляет легион под командование Агриппы для подавления сопротивления Секста Помпея на Сицилии, но тот оставляет легион в резерве.
С 31 году до н. э. упоминается под названием Mutinensis («Моденский»). Смысл названия в настоящее время не очень понятен. Возможно, оно было дано легиону раньше, при осаде Модены в 43 году до н. э.
После победы Октавиана над Марком Антонием легион переводят сначала в Тунис, а затем на Балканы. С 6 года легион принимает участие в походе против маркоманнов в составе армии, руководимой Тиберием.
Примерно в то же время легион получает свой когномен — Augusta («Легион Августа»).
В 9 году легион располагается лагерем в Поетовио (совр. Птуй, Словения) в Паннонии.
В 44 году части легиона были переброшены Клавдием в Новы (совр. Свиштов, Болгария), а небольшой отряд отправлен в Британию.
Во времена правления Нерона легион участвует в войнах с племенами сарматов, даков и роксоланов. За заслуги получает приставку Bis к когномену Augusta  («Дважды легион Августа»). Теперь наименование легиона больше похоже на титул.
В 69 году выступает на стороне Отона, затем Веспасиана.
В 70 году под командованием Цериалиса участвует в подавлении Батавского восстания.
В 74 году части легиона строят дорогу от Страсбурга до Ротвайля.
С 83 по 89 год участвует в войне Домициана против хаттов.
В 119 году 1000 человек была направлена в Британию на строительство Адрианова вала.
В 185 году уничтожает банду Матерна, который выпустил узников нескольких тюрем и к которому присоединились многие дезертиры. Банда занималась грабежами и насилием на дорогах.
В это же время легион получает титул Pia Fidelis Constans Commoda («Навечно преданный и честный легион Коммода»). После смерти императора в 192 году титул сократился до Pia Fidelis Constans.
В 193 году сразу же поддержал Септимия Севера. Участвует в подавлении восстания Клодия Альбина, стоя гарнизоном в Лугдуне (совр. Лион, Франция). Городская стража Лиона, тогда бывшего столицей Галлии, поддержала Альбина, и легиону пришлось наводить порядок в столице провинции.
Затем легион принимает участие в Парфянской кампании Септимия Севера в 196—197 годах.
В 213 году участвует в кампании Каракаллы против алеманнов.
В 233 году принимает участие в кампании против Сасанидов Александра Севера. В 235 срочно возвращается на Рейн и воюет против алеманнов, напавших на рейнские провинции в то время, когда легионы, расквартированные по Рейну, были отозваны на восток. Кампания оканчивается удачно уже при императоре Максимине Фракийце.
В 250 году ситуация на границе в Германии осложнилась и прирейнские территории были оставлены. Однако легион принимал самое деятельное участие в войне.
Во время противостояния Галлиена и Постума поддержал первого, за что получил титул Pia VII Fidelis VII.
В IV веке часть легиона стояла лагерем в Дивитии (совр. Дейц, Германия), выполняя полицейские функции и отражая атаки германских племен, основная же часть располагалась в Страсбурге.

## Расформирование
Был в числе легионов, призванных в Рим Стилихоном в 402 году. Скорее всего, тогда и прекратил своё существование.